# Du livets bröd, o Jesus Krist
Du livets bröd, o Jesus Krist är en gammal psalm med ursprunglig titelrad "Tu lifsens brödh/O JEsu Christ" i sju verser som redan fanns med i 1695 års psalmbok som i en upplaga från 1767 angav upphov med "J. Rist, J. Arrhen". Även i 1819 års psalmbok framgår upphovet och ytterligare bearbetningar samt årtalen för tillkomst i 1937 års psalmbok. Johannes Rist skrev originaltextens sju verser 1654, texten bearbetades/översattes av Jakob Arrhenius 1691 och bearbetades av Jesper Swedberg 1694 samt fick en ytterligare bearbetning med en ny vers inför publiceringen 1819 av Johan Olof Wallin 1814.
Psalmen inleds 1695 med orden:
Tu lifsens brödh/O JEsu Christ
Som låter tigh här finna
Fast nådigh then sin syndabrist
Wil ångra och besinna
I 1697 års koralbok anges att melodin är samma som till psalmen Ach Herre! tu fast stränge Gudh (nr 315). I 1921 års koralbok med 1819 års psalmer anges att tonsättningen är av P. Sohren från 1668 och samma melodi som användes 1697. 1819  användes melodin även för psalmerna nr 161, 196, 360 och 479 vilket är något besynnerligt då flera av dem fanns i 1695 års psalmbok där melodierna inte anges vara densamma mellan psalmerna. 1937 anges att melodin är densamma som de tre psalmerna från 1819 som är kvar: nr 201, 289 och 562.

## Publicerad i
- Den svenska psalmboken 1694 som nummer 16 under rubriken "Om Herrans Nattward".[1]
- Den svenska psalmboken 1695 som nummer 17 under rubriken "Catechismus författad i Sånger: Om HErrans Nattward".
- Den svenska psalmboken 1819 som nummer 155 under rubriken "Nådens medel: Sakramenten: Nattvarden".
- Sionstoner 1935 som nummer 266 under rubriken "Nådens medel: Nattvarden".
- Den svenska psalmboken 1937 som nummer 191 under rubriken "Nattvarden".
- Finlandssvenska psalmboken 1986 som nummer 218 med titelraden "Ett livets bröd vill Jesus Krist" under rubriken "Nattvarden".